# Science-Fiction-Jahr 1848
Übersicht

◄◄ | ◄ | 1844 | 1845 | 1846 | 1847 | Science-Fiction-Jahr 1848 | 1849 | 1850 | 1851 | 1852 | ► | ►►

Weitere Ereignisse

## Geboren
- Ferdinand Gross († 1900)
- Richard Jefferies († 1887)
- Kurd Laßwitz († 1910)
- Otto Schultzky
- August Hoffmann von Vestenhof († 1922)
- Hermann Wölfle († 1922)